# Ed Tomney
Ed Tomney je americký zpěvák, instrumentalista (hráč na kytaru, klávesy, klavír a syntezátory) a hudební skladatel.

## Kariéra
V roce 1977 vydal čtyřpísňové EP se skupinou Harry Toledo & The Rockets. Neslo název Busted Chevrolet a produkoval jej velšský hudebník John Cale (ten jej rovněž ve svém vydavatelství SPY Records publikoval). Koncem sedmdesátých let založil skupinu The Necessaries, která svou činnost ukončila počátkem následující dekády. Producentem jejího prvního singlu byl opět John Cale (nahrávka opět vyšla na SPY Records). Tomney byl autorem většiny písní této skupiny. V roce 1983 hrál v jedné písni (nazvané „Johnny“) z alba Isolation for Creation skupiny The Seclusions (šlo o kapelu hudebníků známých z punkové scény sedmdesátých let, hráli zde například bubeník Jay Dee Daugherty a kytarista Jimmy Rip). V roce 1984 se podílel na prvních nahrávkách (eponymním EP) skupiny Dancing Hoods, v níž začínal zpěvák Mark Linkous. Ve druhé polovině osmdesátých let působil Tomney ve skupině zpěváka a kytaristy Glenna Morrowa nazvané Rage to Live. S kapelou vydal dvě alba, Rage to Live z roku 1986 a o tři roky novější Blame the Victims.
Roku 1987 vydal album The Radical Songbirds of Islam, což byla experimentální nahrávka vzniklá ve spolupráci se sochařem Jonathanem Borofskym (přispěl hlasem). V roce 1990 hrál na albu Riverside písničkáře Luky Blooma. O dva roky později hrál na jeho albu The Acoustic Motorbike. V roce 1995 vydal sólové album Safe. Jde o ambientní soundtrack nahraný ve spolupráci s patnáctičlenným orchestrem Industrial Orchestra. Roku 2007 hrál na albu New Believers newyorské skupiny Elk City. Počátkem devadesátých let se začal věnovat tvorbě filmové hudby, od té doby složil hudbu k několika desítkám snímků. Patří mezi ně například Milenci se zbraní (1992), Čas pravdy (1994), Vykradači těl (1996) a Jailbait (2004).